# Doctor Dré
André Brown, mer känd under sitt artistnamn Doctor Dré, född 5 december 1963 i Westbury, New York, är en amerikansk radioprogramledare och tidigare video jockey på MTV.

## Diskografi
- 1994 – Back Up Off Me!

## Filmografi
- 1993 – Who's the Man?